# Karl-Bittel-Park

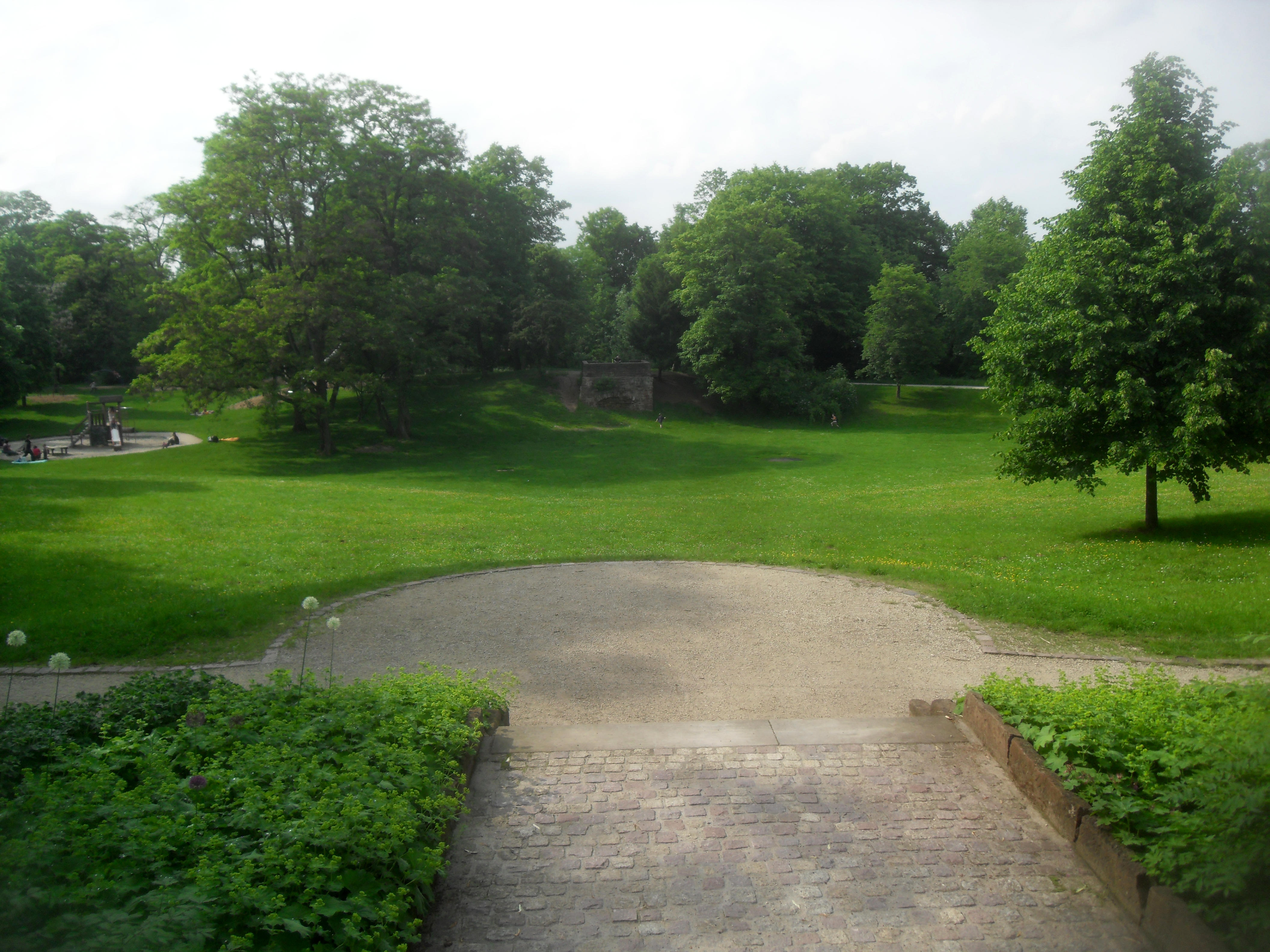
Le Karl-Bittel-Park à Worms

Le Karl-Bittel-Park (nommé aussi Pfrimmpark) est un jardin public de 6,5 ha situé à Worms en Allemagne.

## Géographie
Le Karl-Bittel-Park est un des rares espaces verts de la ville de Worms. Il est situé sur la Pfrimm, un affluent du Rhin, entre les faubourgs Pfiffligheim et Hochheim. 

## Histoire

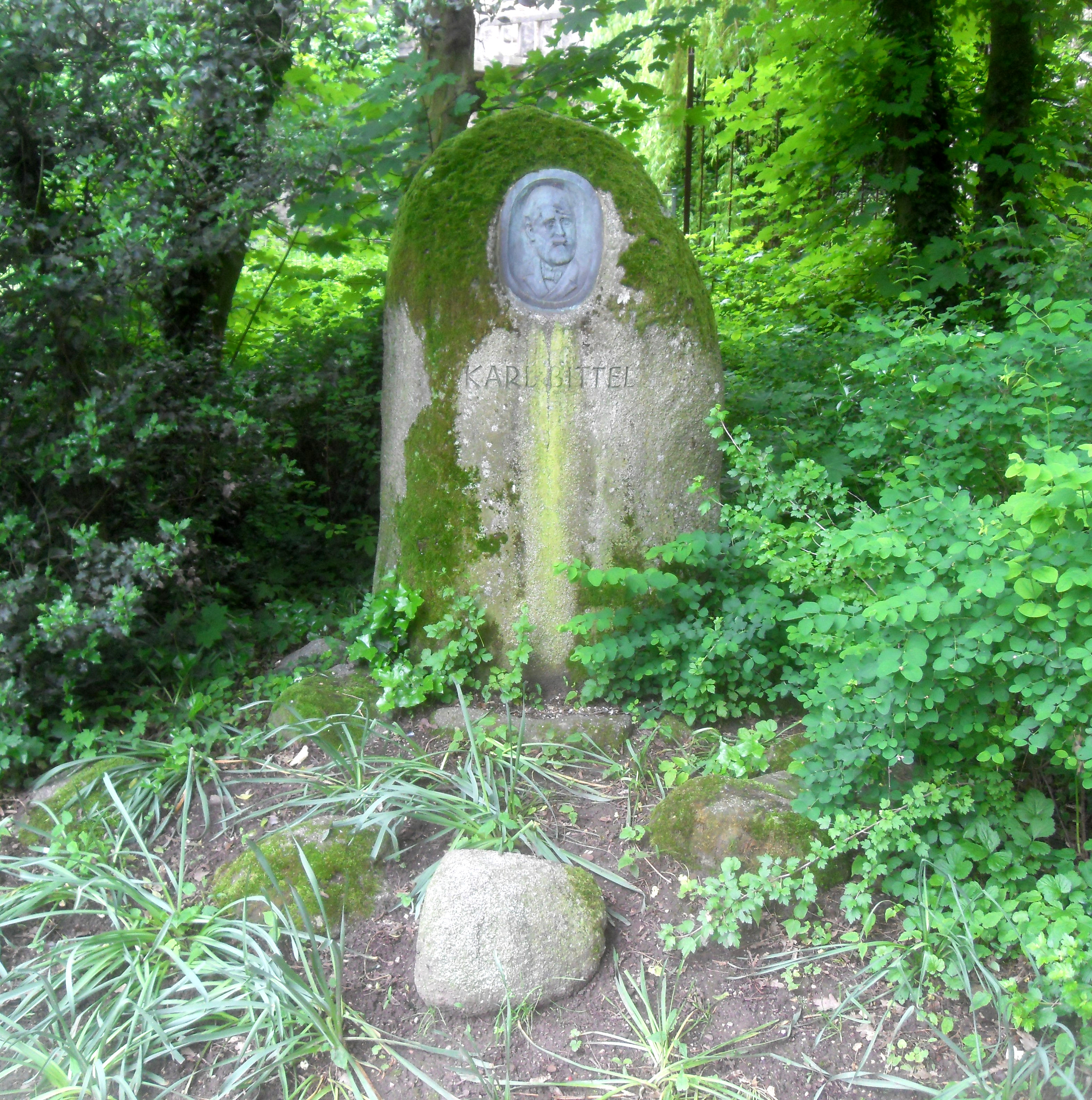
La pierre commémorative, le Bittelstein

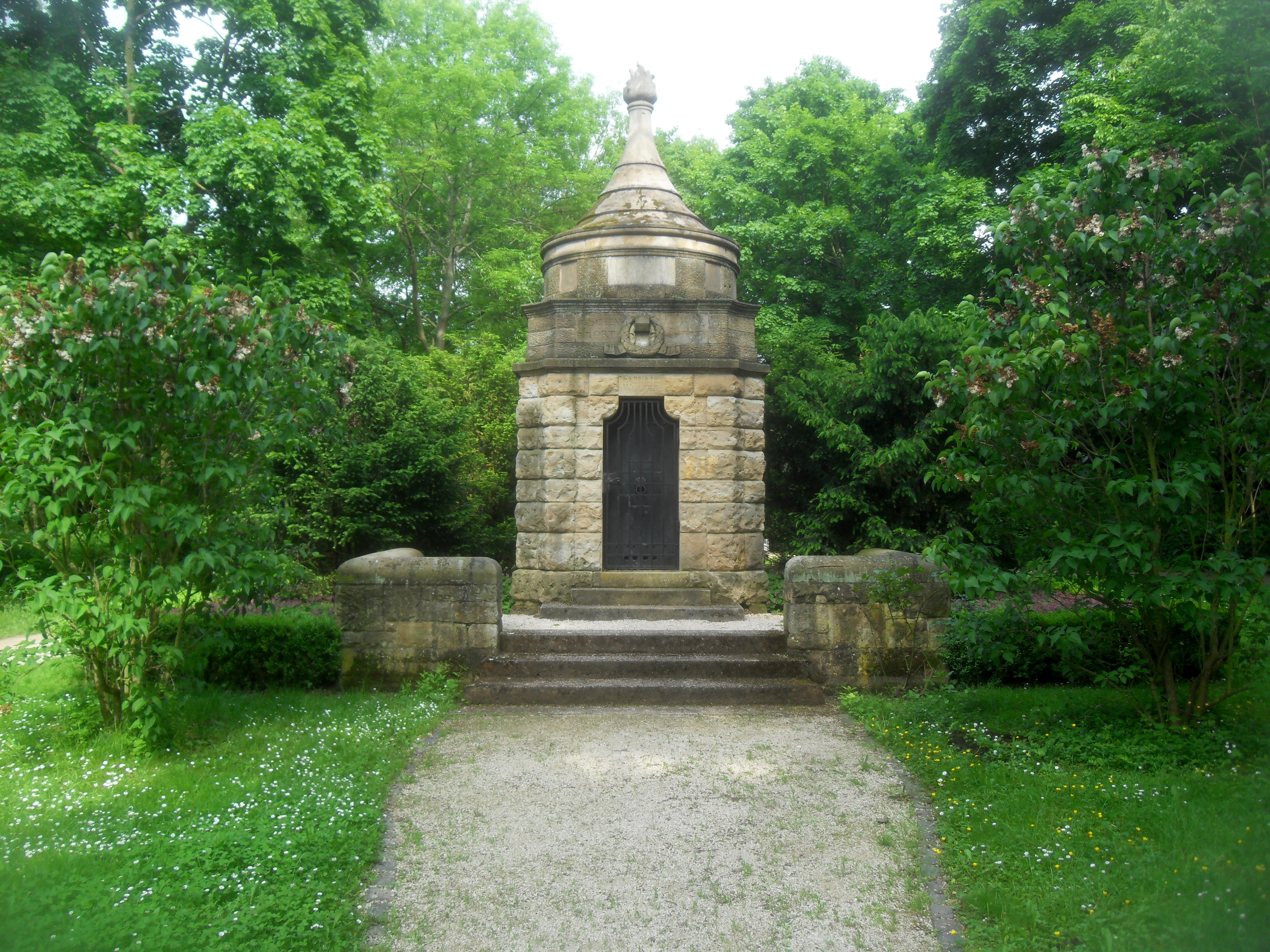
Le mausolée de la famille Bittel

Le parc a été créé avec une approche de jardin à l'anglaise, de 1896 à 1911. Il a été financé par Karl Bittel (1841–1911), un fabricant de chaussures , qui avait gagné son argent surtout à New York et à Paris et s’était établi à Worms pour sa retraite. Le plan du jardin vient probablement de Karl Bittel lui-même, avec l'aide de l’architecte paysagiste municipal, Karl Völzing. Bittel a fait construire sa maison, Kanzeleck, au-dessus du parc ; le mausolée de la famille se trouve encore aujourd’hui dans le parc.
En 1908, Bittel vend le parc pour un prix symbolique à la municipalité de Worms ; celle-ci l’honore par une pierre commémorative, installée dans la partie orientale du parc. En 1932, le parc est nommé Karl-Bittel-Park en l’honneur de son constructeur et mécène ; mais les gens de Worms parlent toujours du Pfrimmpark, expression qui se trouve aussi sur le plan officiel de Worms et sur d’autres cartes géographiques. 
En 2006, le parc est rénové en totalité.

## Paysage
La tour du style château fort, construite en 1900 près du Kanzeleck en tant que ruine artificielle, est intégrée dans le parc, tout comme le mausolée contenant les urnes funéraires de la famille Bittel. À l'origine, une petite mare avait installée dans la partie orientale du parc ; elle est transformée en fontaine en 1956, puis en aire de jeux pour enfants en 1980. À proximité de cet espace se trouvait un petit pavillon (Teehaus) dont il ne reste aujourd'hui que les fondations. 
Le parc est relié aux alentours par plusieurs axes visuels ; il y a notamment une vue sur la grande maison construite par Bittel. En outre, les éléments architecturaux du parc sont liés visuellement entre eux. 
Plusieurs ponts permettent de traverser la Pfrimm, parmi lesquels l’Ochsenklaviere construit en 1898 entre Pfiffligheim et Hochheim. Plusieurs pistes pédestres et cyclables longent la Pfrimm et mènent de Worms-Neuhausen à Worms-Pfeddersheim en traversant le parc.